# 章敬平
章敬平（1975年4月—），男，中华人民共和国媒体人、作家、律师。

## 生平
1998年毕业于安徽师范大学新闻系获学士学位，2007年于苏州大学获法学博士学位。历任合肥日报集团记者，中国新闻社《中国新闻周刊》记者、采访部负责人，经济观察报特稿部主任，广州日报集团《南风窗》主笔，经济观察报编委、首席记者，南方报业集团记者，北京市金杜律师事务所上海分所律师，北京市共和律师事务所上海分所合伙人，北京陌陌信息技术有限公司联席总裁，2016年7月出任华闻传媒总裁。2017年2月，辞去华闻传媒总裁职务。现任北京市金杜律师事务所合伙人、律师。

## 作品
- 《权变：从官员下海到商人从政》（2000年，浙江人民出版社）
- 《向上的痛：目击2000年以来中国转型之痛》（2003年，中国财政经济出版社）
- 《拐点：影响未来中国的12个月》（2004年，新世界出版社）
- 《南平寓言》（2004年，浙江人民出版社）
- 《新希望工程：媒体眼中的新教育实验》（2005年，福建教育出版社）
- 《浙江发生了什么：转轨时期的民主生活》（2006年，东方出版中心）
- 《新闻人的江湖》（2009年，浙江人民出版社）
- 《今天，我们怎样评论中国》（2010年，中国财政经济出版社）
- 《国家与教堂：21世纪最初十年的中国映像》（2011年，南方日报出版社）
- 《皇上走了》（2013年，生活·读书·新知三联书店）
- 《欧阳修传：世俗的圣贤》（2019年，浙江文艺出版社）